# Wrightia dubia
Wrightia dubia là một loài thực vật có hoa trong họ La bố ma. Loài này được (Sims) Spreng. miêu tả khoa học đầu tiên năm 1824.